# Pelagi (heresiarca)
Pelagi - Pelagius (llatí) - fou un religiós cristià del segle v. De la primera part de la seva vida no se'n té cap notícia. Se sospita que va néixer a la meitat del segle iv a Britànnia però no és esmentat abans del començament del segle v quan apareix a Roma vivint en una fraternitat cenobítica; per la seva estricta observança va atreure l'atenció d'altres religiosos i de la gent en general, que el considerava proper a la santedat. Pelagi culpava de la relaxació de moral cristiana a la teoria de la gràcia divina que predicava Sant Agustí entre d'altres.
Vers el 405 va escoltar una frase de les Confesiones de Sant Agustí que deia «dona'm el que tu ordenis, i ordena el que tu facis», i va mostrar la seva preocupació per aquesta idea, ja que la considerava contrària als postulats tradicionals dels cristians de la gràcia i la lliure decisió, i sostenia que reduïa a l'home al paper d'autòmat.
El 409 o 410 quan Alaric I estava saquejant Roma, Pelagi, acompanyat del seu deixeble Celesti se'n va anar com molts altres a Sicília i d'allí a l'Àfrica on va arribar a conèixer personalment a Sant Agustí que llavors encara el qualificà d'"home sant". Les seves doctrines es van difondre ràpidament per Àfrica i foren atacades per Sant Agustí.
Absent Pelagi (que va anar a Palestina), Orosi, deixeble hispanoromà de Sant Agustí va anar a Síria on va informar que les doctrines que a l'Àfrica defensava ara Celesti havien estat condemnades per l'església africana (412) incloent al seu mestre Pelagi. Sant Jerònim, un monjo betlemita que havia rebut inicialment a Pelagi, esperonat ara per Agustí, va assumir una actitud hostil sinó violenta contra Pelagi que fou denunciat primer davant de Joan II de Jerusalem (on va parlar Orosi, però al fer l'exposició en llatí no fou entès, ja que quasi tots els presents parlaven només grec) i després davant el sínode de Diòspolis (415), però els dos tribunals el van absoldre.
Pelagi va tornar a Àfrica, on seguia l'oposició a les seves doctrines; els sínodes de Cartago i de Mileum, sense condemnar a cap persona, van condemnar les idees de Pelagi i Celesti. Finalment el papa Innocenci I va ser induït per Sant Agustí i altres quatre bisbes, a anatemitzar als dos líders per heretgia mitjançant decret de 27 de gener del 417; Innocenci va morir poc després (març del 417). Aquest anatema fou més tard revocat per Zòsim després de rebre una carta de Pelagi on exposava les seves idees.
Llavors Sant Agustí va convocar un nou sínode a Cartago (418) on va exposar els punts (que en endavant foren acceptats) i en els quals els pelagians s'oposaven a l'església: 
1. La mort és producte del pecat i no de la naturalesa humana.
2. Cal batejar als nens per alliberar-los del pecat original.
3. La "gràcia justificant" (gratia gratum faciens) cobreix els pecats ja comesos i ajuda a prevenir els del futur.
4. La gràcia de Crist proporciona la força de voluntat per portar a la pràctica els manaments divins.
5. No hi ha bones obres al marge de la gràcia de Déu.
6. La confessió dels pecats es fa perquè són certs i no per humilitat.
7. Els sants demanen perdó pels seus propis pecats.
8. Els sants també es confessen pecadors perquè realment ho són.
9. Els nens que moren sense rebre el baptisme són exclosos tant del regne de Déu com de la vida eterna.

Aquestos punts encara estan vigents s l'església catòlica avui dia, excepte el darrer.
Pelagi acusava a Agustí de sostenir concepcions maniquees (Sant Agustí fou abans seguidor del maniqueisme) en elevar el mal al mateix nivell que Déu, i contaminar a la doctrina cristiana amb un fatalisme d'origen pagà.
Pelagi va morir probablement a Palestina el 420 (alguns el fan viure fins vers el 440) però d'aquesta darrers anys no se'n sap res. El pelagianisme es va seguir estenent després de la seva mort per tot el nord d'Àfrica, Palestina i Britànnia.

## Obres
Algunes obres de Pelagi es coneixen, totes menys una (la primera) per referències dels seus opositors:
- Epistola ad Demetriadem, escrita a l'Orient el 412
- Expositionum in Epistolas Pauli Libri XIV, escrit abans del 410
- Libellus Fidei ad Innocentiuam Papam; escrita el 417
- Epistola ad Celantiam Alatronam de Ratione pie vivendi (dubtosa)
- Εὐλογιω̂ν, o Euloyiarum pro actuali Conversatione ex Divinis Scripiuris Liber o Ionorius as Pro actuali Vita Liber; o Testimoniorum Liber.
- De Natura Liber
- Liber ad Viduam Consolatorius atque Exhortatorius
- Epislola ad Augustinum
- Epistola ad Augustinum Secunda (escrita el 415)